# Кэмпбелл, Дэвид (композитор)
Дэвид Ричард Кэмпбелл (англ. David Richard Campbell; род. 7 февраля 1948) — канадский аранжировщик, композитор и дирижёр. Он приложил руку к записи более 450 золотых и платиновых альбомов, включая 21 (Адель), Futuresex/Lovesounds (Джастин Тимберлейк), Simulation Theory (Muse), Invincible (Майкл Джексон), Spirit (Леона Льюис), Aaliyah (Aaliyah), Fallen и The Open Door (Evanescence), Meteora (Linkin Park), B’Day (Бейонсе), Bangerz (Майли Сайрус), The Astonishing (Dream Theater), а также различным альбомам своего сына, Бека.

## Ранняя жизнь и образование
Кэмпбелл родился в Торонто, Онтарио. Кэмпбелл начал играть на скрипке в возрасте 9 лет. В возрасте 12 лет он погрузился в оркестровку и начал изучать работы Бартока, Шёнберга и Стравинского.
В конце 1960-х после обучения в Манхэттенской музыкальной школе переехал из Нью-Йорка в Лос-Анджелес и начал знакомиться с поп-музыкой. Он изучал музыку The Beatles, Леонарда Коэна и The Rolling Stones и начал исполнять блюграсс перед очередями на кинофильмы в Уэствуде.

## Карьера
В возрасте 23 лет Кэмпбелл сыграл на своей первой крупной пластинке Tapestry Кэрол Кинг. После этого он в первый раз выступил в качестве аранжировщика альбома Кинг Rhymes and Reasons. Кэмпбелл также сыграл на альте на сессиях к таким песням, как «Let’s Get It On» Марвина Гая и «Lean on Me» Билла Уизерса. С тех пор он писал аранжировки для таких музыкантов, как Боб Дилан, The Rolling Stones, Bon Jovi, Metallica, Пол Маккартни, Green Day, Аврил Лавин, Radiohead, Леона Льюис, Хуанес, Dixie Chicks, Адель, Рики Мартин, Нил Даймонд и Шерил Кроу. 

## Личная жизнь
У Кэмпбелла есть двое сыновей и дочь: музыкант Бек, деятель искусства Ченнинг Хэнсен и музыкантка Алисса Сьюд.